# ペブレ

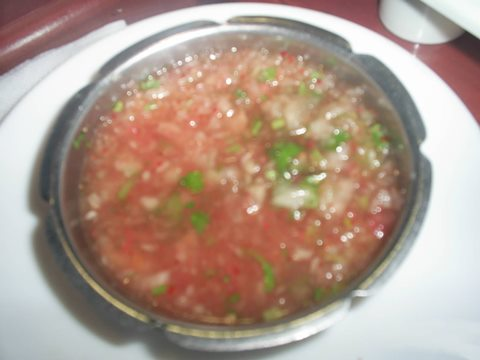
パイラに入れられたペブレ

ペブレ（Pebre）は、コリアンダー、刻みタマネギ、オリーブ油、ニンニクと唐辛子の一種であるアヒ・アマリージョから作るチリの調味料である。刻んだトマトを加える場合もある。
一般的には、パンに乗せて食べる。肉に乗せたり、チョリパンにも用いられる。
ブラジルでは、ヴィナグレッチと呼ばれる似たようなソースがあるが、唐辛子が入っていないため、ペブレほど辛くない。このソースは、シュハスコの最も人気のあるソースの1つとなっている。
メキシコでは、やはり似たようなソースがピコ・デ・ガヨと呼ばれ、コチニータ・ピビル等に用いられる。ピコ・デ・ガヨは、タマネギ、コリアンダー、トマトから作る。
ドミニカ共和国ではワサカカと呼ばれ、ライムや酸っぱいオレンジの果汁が加えられる。
pebreという言葉は、カタルーニャ語で広い意味での唐辛子のたぐいを意味し、この場合は唐辛子の栽培種アヒを指す。チリでのソースとしてのペブレは、サンティアゴを分断するマポチョ川の河川運河や護岸堤防、橋等の建設のため、イタリアの建築家ホアキン・トエスカの指導の下、カタルーニャ人の技術者や石工がチリに到着した頃にさかのぼる。カタルーニャ人の労働者は、コリアンダー、油、酢、塩を使って、主原料のアヒ・アマリージョにちなんででペブレと呼んだ。スペインでは、ペブレとは、酢、唐辛子、サフラン、クローヴ、その他のスパイスから作るソースを指す。チリのノルテ・グランデでは、ボリビアのリャフアにより近いソースを指す。